# Güterzug

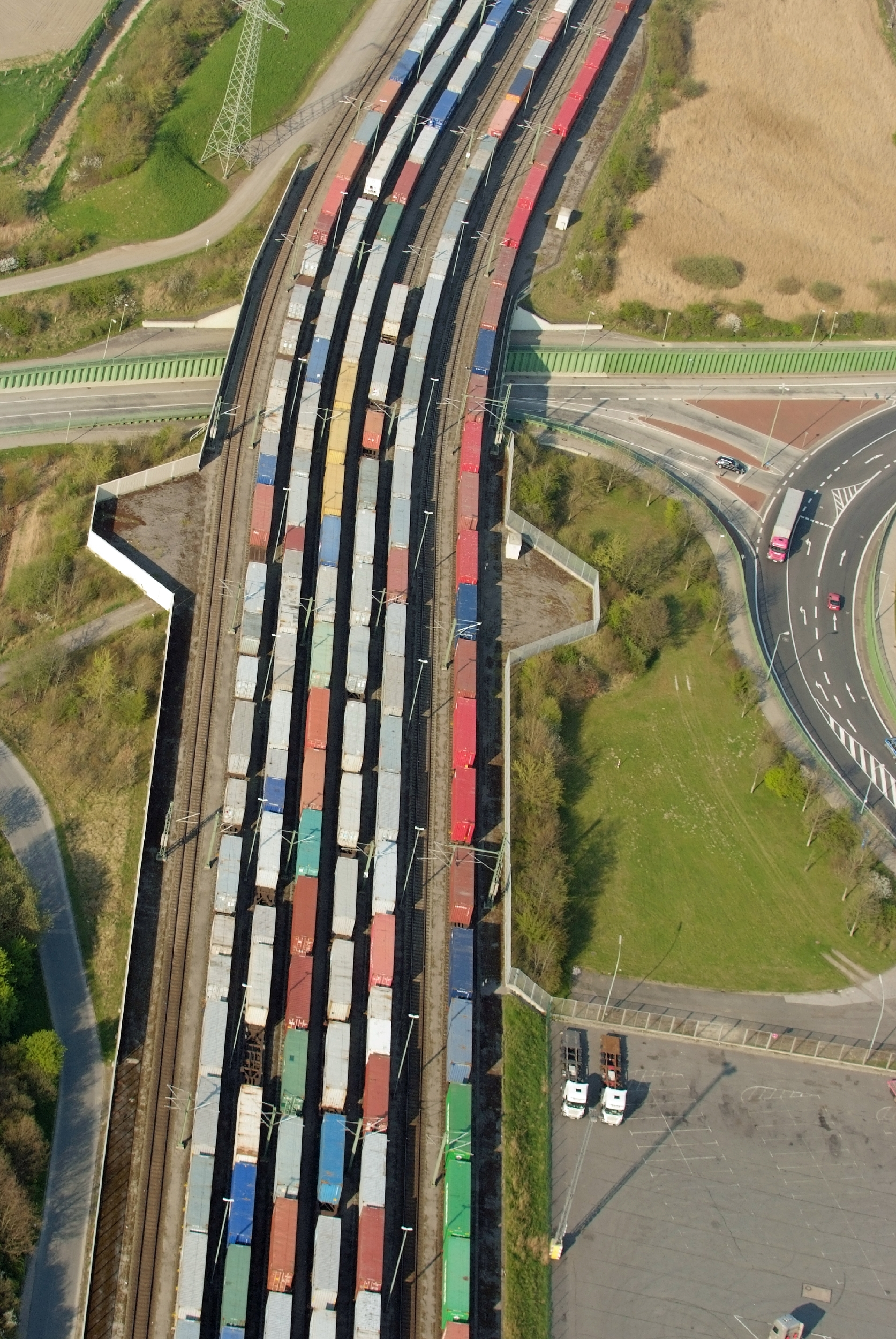
Güterzüge im Hafen von Bremerhaven

Ein Güterzug, historisch auch Frachtzug oder Lastzug, ist ein Zug der Eisenbahn, der dem Transport von Gütern im Schienengüterverkehr dient. Güterzüge werden aus besonders auf ihren Verwendungszweck ausgerichteten Güterwagen und (meistens) Lokomotiven gebildet. So gibt es neben den möglichst universellen Güterwagen spezielle Wagen für Container, Autotransport, gekühlte Waren, und Massengut wie Holz, Kohle, Erze und Flüssigkeiten wie Öl und viele mehr.

## Grundlagen

### Fahrgeschwindigkeit
Die Fahrgeschwindigkeiten von Güterzügen konnte im Laufe der Jahre aufgrund der Weiterentwicklung der Fahr- und Bremstechnik und der Erhöhung der Traktionsleistung angehoben werden. Begrenzend wirken hier neben der Streckenhöchstgeschwindigkeit die lauftechnische Höchstgeschwindigkeit der eingesetzten Fahrzeuge sowie die bremstechnische Höchstgeschwindigkeit. Die lauftechnische Höchstgeschwindigkeit ist von der Bauart der Laufwerke und evtl. der Beladung abhängig. Die bremstechnische Höchstgeschwindigkeit ist von der Bauart der eingesetzten Bremse und deren Bremsvermögen abhängig. In Abhängigkeit von der Fahrdynamik des Zuges ergibt sich eine praktisch erreichbare Geschwindigkeit, die unterhalb der möglichen Höchstgeschwindigkeit liegen kann.
In Deutschland betrug bis in die 1950er Jahre die zulässige Geschwindigkeit von Güterzügen 65 km/h. Durch den zunehmenden Einsatz von Rollenlagern stieg sie bis in die 1960er Jahre hinein auf 80 km/h an. Ab 1986 betrug sie 90 km/h, seit 1995 100 km/h (120 km/h mit Leerwagen und SS-Wagen) sowie 740 m Zuglänge. Mit der dritten EBO-Änderungsverordnung wurde die zulässige Geschwindigkeit für Güterzüge in Deutschland von 100 auf 120 km/h heraufgesetzt. Heute fahren Güterzüge in Europa in der Regel mit einer Höchstgeschwindigkeit zwischen 90 und 120 km/h. Einzelne Güterzüge im Kombinierten Verkehr oder KEP-Züge können auch höhere Geschwindigkeiten aufweisen. Diese größeren Geschwindigkeiten erfordern eine Ausnahmezulassung des Bundesverkehrsministeriums. Ein schnellerer deutscher Güterzug war der InterCargoExpress, der von 1991 bis 1995 mit bis zu 160 km/h fuhr. Seit 1997 sind diese Wagen als Parcel InterCity wieder mit 160 km/h im Einsatz.

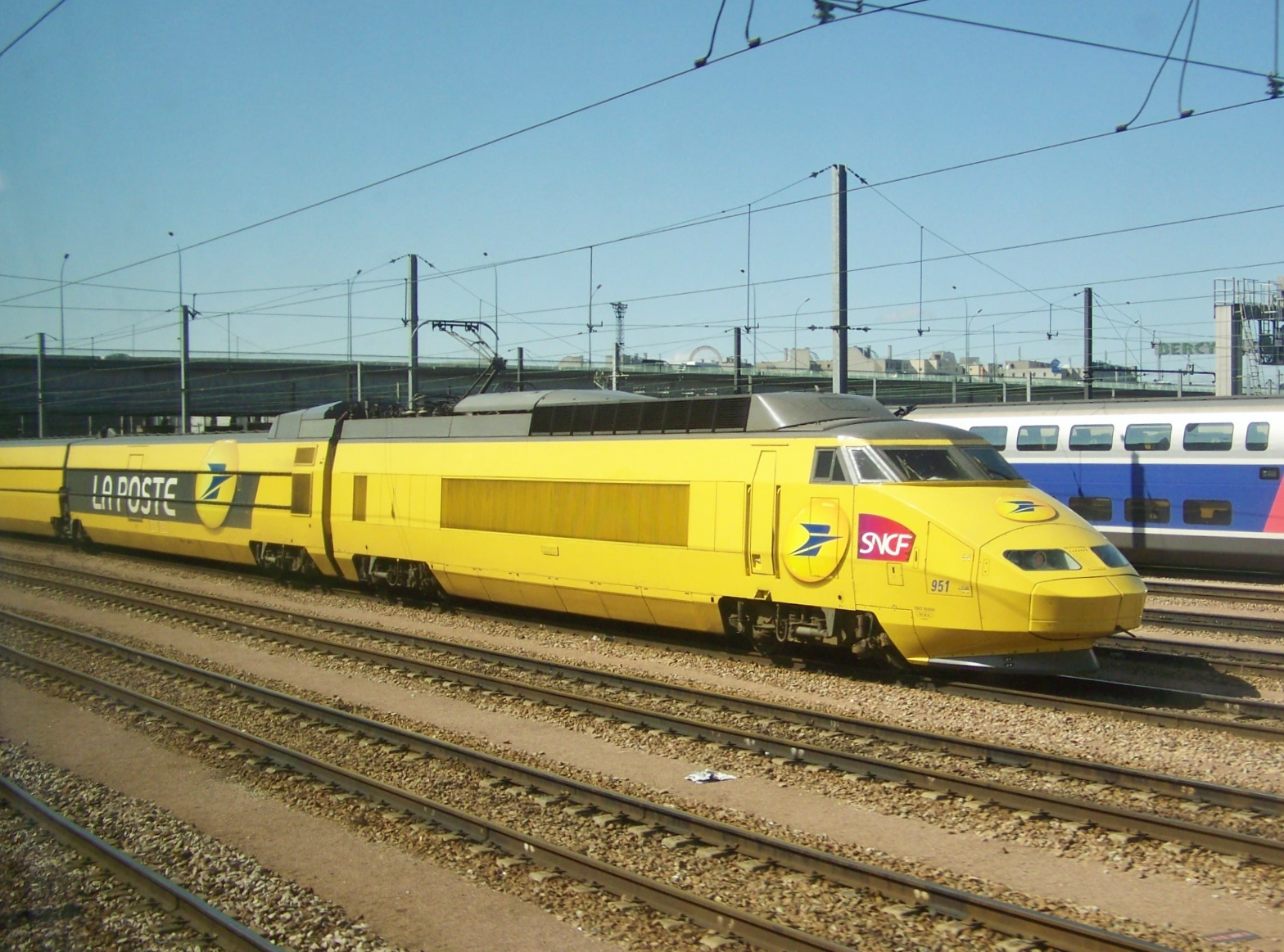
Der TGV postal erreichte bis 2015 Geschwindigkeiten von bis zu 270 km/h

Von Oktober 1984 bis Mitte 2015 setzte die französischen SNCF drei Hochgeschwindigkeitszüge für die Beförderung von Briefpost ein – die TGV postal. Der Betrieb mit den 270 km/h schnellen Zügen wurde wegen des zurückgegangenen Briefpostvolumens eingestellt.

### Zuglänge

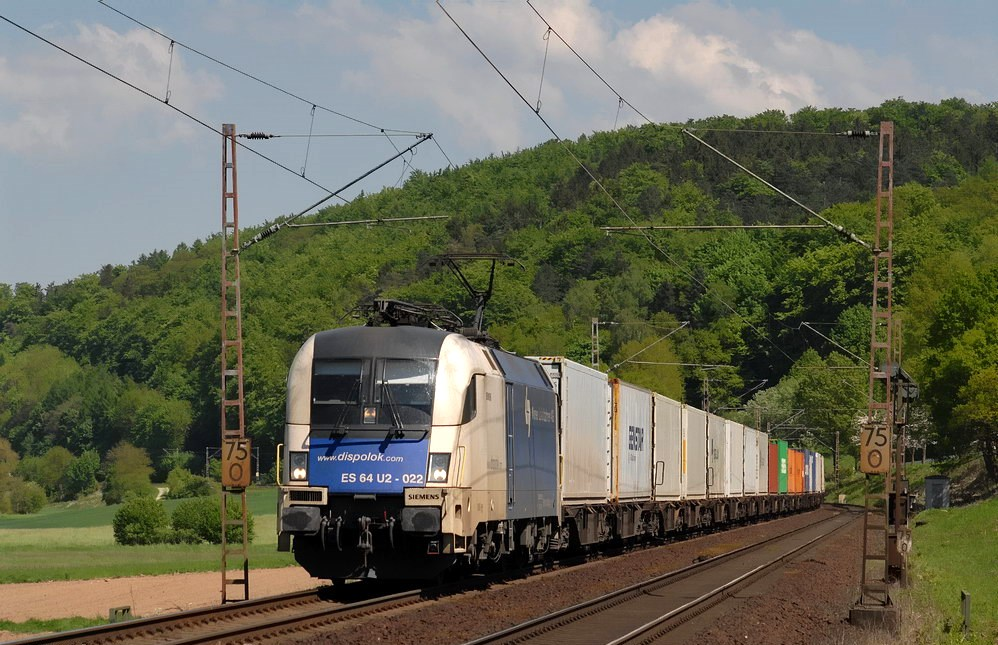
Containerzug bei Einbeck

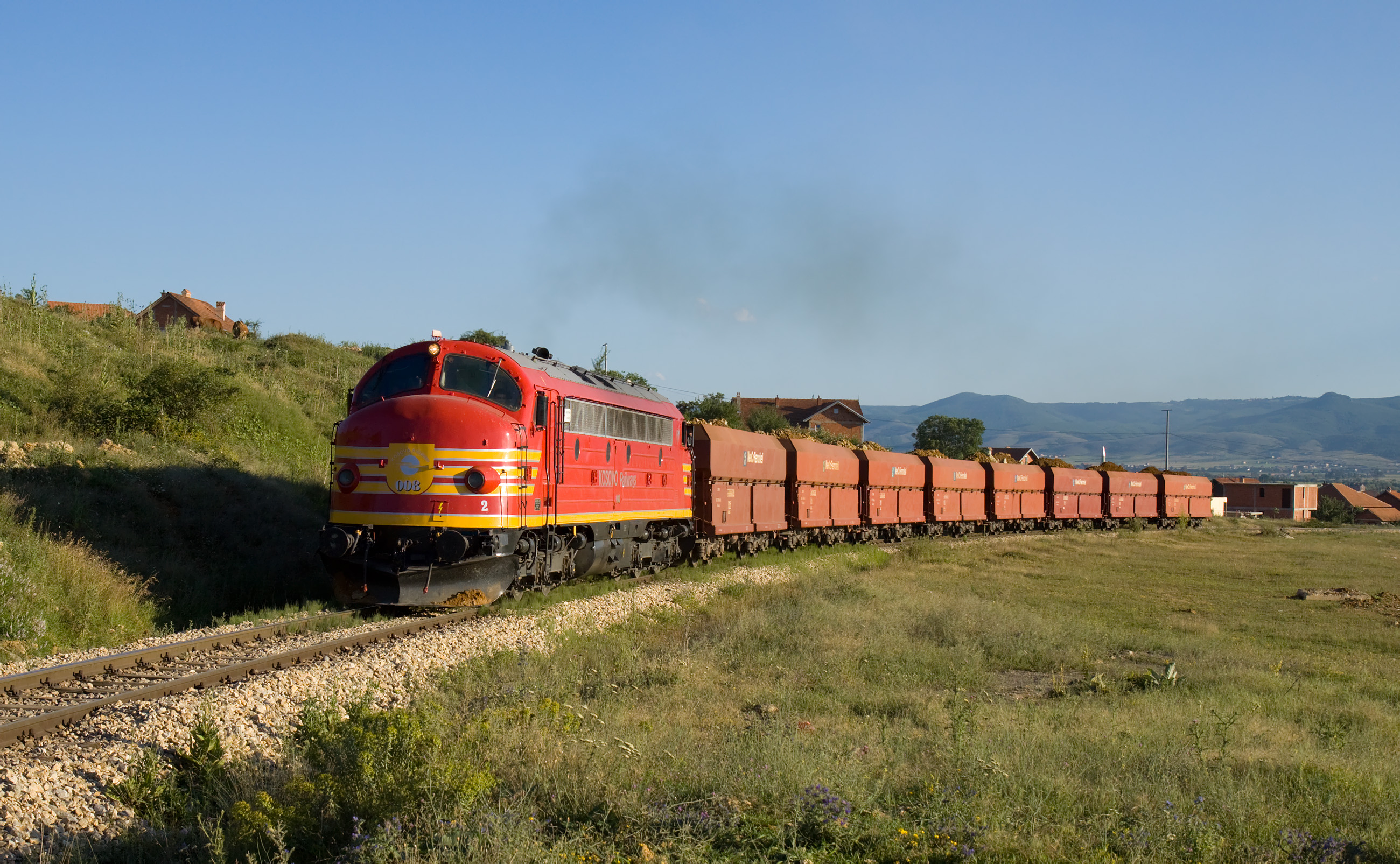
Erzzug im Kosovo

Die maximale Länge von Güterzügen wird in erster Linie durch die vorhandene Eisenbahninfrastruktur begrenzt. Dies kann die Länge von Ausweichgleisen, die Länge von Blockabschnitten, die Gleislänge in Zugbildungsanlagen oder die Leit- und Sicherungstechnik (z. B. Achszähler, Bahnübergange) sein. Daher können die zulässigen Zuglängen von Infrastrukturbetreiber zu Infrastrukturbetreiber unterschiedlich sein, was ein Hemmnis für die Interoperabilität darstellen kann. In Mitteleuropa liegen die maximalen Zuglängen heute zwischen 740 und 835 Meter. In anderen Ländern werden teilweise Güterzüge von mehreren Kilometern Länge betrieben.
Die praktisch erreichbare Zuglänge hängt von der Ladungsdichte der transportierten Güter ab, da leichte Züge in der Regel die zulässige Zuglänge vor der zulässigen Zugmasse erreichen bzw. umgekehrt bei schweren Zügen. Insbesondere bei Gütern mit geringer Ladungsdichte können längere Züge die Produktivität und damit die Wirtschaftlichkeit erhöhen. Außerdem kann durch längere Züge die Streckenkapazität erhöht werden. Es gibt daher Bestrebungen, die zulässigen Zuglängen durch den Ausbau der Infrastruktur zu erhöhen. In Deutschland wird dies beispielsweise im Projekt 740-Meter-Netz umgesetzt. Diese Zuglänge hat sich als UIC-Standard in Europa etabliert.
In Deutschland betrug bis in die 1950er Jahre die maximale Zuglänge 500 m. Bis 2010 war die Zuglänge auf dem Netz der Deutschen Bahn auf 670 Meter beschränkt. Durch Infrastrukturmaßnahmen ist es möglich, einmal festgelegte Begrenzungen nach oben zu verschieben. So können durch Infrastruktur-Ertüchtigungen Züge in Deutschland eine maximal mögliche Regelzuglänge von 740 Meter haben. Mit der Einführung der Eisenbahn-Bau- und Betriebsordnung (EBO) wurde 1967 die Höchst-Achszahl von Güterzügen in Deutschland aufgehoben. Die DB-AG-Richtlinie 408.2711 „Züge fahren; Stärke oder Länge der Züge“ erlaubt, dass ein Zug in der Regel höchstens 250 Achsen stark sein darf. In einer Beförderungsanordnung oder Fahrplananordnung dürfen bis zu 252 Achsen zugelassen sein. Seit dem Fahrplanwechsel im Dezember 2012 verkehren auf der Strecke Rangierbahnhof Maschen – Padborg (Dänemark) nach Abschluss des Versuchsbetriebes Züge mit der schon in Dänemark maximal zugelassenen Länge von 835 Meter.
Im deutschen Schienengüterverkehr waren um das Jahr 2015 64 % der Güterzüge kürzer als 600 Meter, 25 % zwischen 600 und 700 Meter lang und 11 % länger als 700 Meter.
Seit dem 22. Mai 2023 finden bis Januar 2024 auf dem dänischen Streckenabschnitt Vigerslev–Peberholm, auf dem eine reguläre Zuglänge von 730 m zugelassen ist, was der größten zulässigen Zuglänge in Schweden entspricht, Testfahrten mit einer Zuglänge von 835 m statt. In Zusammenarbeit des schwedischen Trafikverket mit DB Cargo und Hector Rail sollen zukünftig Güterzüge mit einer Länge von bis zu 835 Metern zwischen Schweden und Deutschland verkehren.

### Zugmasse
Die maximale Masse von Güterzügen wird durch die Grenzlast bestimmt. Diese ist abhängig von der Leistungsfähigkeit der Triebfahrzeuge, der Belastbarkeit der Kupplungen und der befahrenen Strecke. Weitere Faktoren, die die Zugmasse begrenzen, können die Bremsfähigkeit, die Streckenklasse und die Zuglänge sein. Letztere hängt vom spezifischen Gewicht des Frachtgutes ab, da schwere Züge in der Regel die zulässige Zugmasse vor der zulässigen Zuglänge erreichen bzw. umgekehrt bei leichten Zügen.
2012 wurde die durchschnittliche Bruttomasse von Güterzügen im deutschen Schienengüterverkehr im Einzelwagenverkehr mit 1094 t, im Ganzzugverkehr mit 2007 t, im Kombinierten Verkehr mit 1046 t und im Gesamtdurchschnitt mit 1140 t angegeben.

### Bremse
Heute werden in Europa alle Güterzüge über eine durchgehende Zugbremse gebremst.
Güterzüge fahren in der Regel in der Bremsstellung G, um größere Zuglängen zu ermöglichen. Auch in der zulässigen Bremsstellung P können nicht analoge Bremswirkungen wie bei schnellfahrenden Reisezügen erreicht werden. Auf Strecken mit herkömmlicher Haupt-/Vorsignaltechnik kann deswegen nur bis 120 km/h gefahren werden. Schnellere Güterzüge benötigen aufgrund langer Bremswege die Führerstandssignalisierung, wie beispielsweise Linienzugbeeinflussung (LZB) oder European Train Control System (ETCS).

### Fahrplan
Wie Personenzüge werden auch Güterzüge nach einem Fahrplan gefahren. Deutlich häufiger als im Personenverkehr werden dabei Güterzüge als Sonderzüge (sogenannte „Ad-hoc-Züge“) gefahren. Für diese wird ein Bedarfsfahrplan erstellt, der freie Fahrplantrassen nutzt. Hierbei kann es aus Kapazitätsgründen auch zu deutlichen Umwegen, Wartezeiten und Überholungen kommen.

### Sonstiges
Neben dem Triebfahrzeugführer kann sich je nach Vorgabe der Eisenbahnverkehrsunternehmen noch weiteres Betriebspersonal auf dem Güterzug befinden. In Italien und in Indien fährt auf den Lokomotiven beispielsweise ein Triebfahrzeugbegleiter mit, in Nordamerika sind es der Conductor (engl. für Zugführer) und der Brakeman (engl. für Bremser, heute wird damit der Assistent des Zugführers verstanden). Als Güterzüge noch handgebremst waren, betätigen diese eine Reihe von Bremsern auf Anweisung des Triebfahrzeugführers. Auf Dampflokomotiven bedienten Heizer die Maschinenanlage. In Deutschland entfiel mit Änderung der EBO für bestimmte Güterzüge die Vorschrift, einen Zugbegleiter mitzuführen.
Die Abrechnung des transportierten Gutes erfolgt per Tonnenkilometer, zuzüglich Gebühren für Versicherung und Zoll.
Aufgrund der dann geringeren Personenzugzahlen werden die meisten Güterzüge nachts gefahren. Dies führt auch zu betrieblichen Regelungen, die in der Nachtstunden Güterzügen Vorrang vor Personenzügen einräumen. So ist die Schnellfahrstrecke Hannover–Würzburg nachts für Güterzüge reserviert. Der Personenverkehr muss in dieser Zeit die langsamere Nord-Süd-Strecke nutzen.

## Zuggattungen
Güterzüge werden in verschiedene Zuggattungen eingeteilt:
- Ganz- oder Blockzüge: Beförderung einer Sendung von einem zum anderen Kunden in einem zwischen Abgangsbahnhof und Zielbahnhof unverändert zusammenbleibenden ganzen Zug, wobei meist Wagen gleicher Bauart zusammengestellt sind. Dies begünstigt bei Versender wie Empfänger standardisierte Be- und Verladevorgänge und Einrichtungen, die speziell auf den Wagentyp abgestimmt sind.
- Gemischte Güterzüge des Wagenladungsverkehrs oder Einzelwagenverkehrs: aus einzelnen Wagen für verschiedene Kunden zusammengesetzte Züge, die in Rangierbahnhöfen zerlegt und neu zusammengestellt (rangiert) werden müssen.
- Gemischte Ganzzüge: Diese verhältnismäßig neue Bezeichnung verwendet vor allem die Deutsche Bahn für Züge, die aus mehreren ganzzugartigen Blöcken bestehen, die unterschiedliche Güter transportieren und/oder unterschiedliche Laufwege haben. Man versucht hierdurch, die Flexibilität des Wagenladungsverkehrs mit der Wirtschaftlichkeit des Ganzzugverkehrs zu verbinden. Einzelwagen und Gemischter Ganzzug verhalten sich zueinander wie Kurswagen und Flügelzug.
- Gemischte Züge: Es gibt Mischformen zwischen Güterzügen und Personenzügen (man nennt sie – je nach überwiegendem Fahrzweck – Güterzug mit Personenbeförderung (GmP) oder Personenzug mit Güterbeförderung (PmG)). Diese gelten bei den Bahnen in Deutschland gemäß Eisenbahn-Bau- und Betriebsordnung (EBO) als Reisezüge. In Deutschland fahren gemischte Züge nur noch sehr selten.

## Fahrzeuge

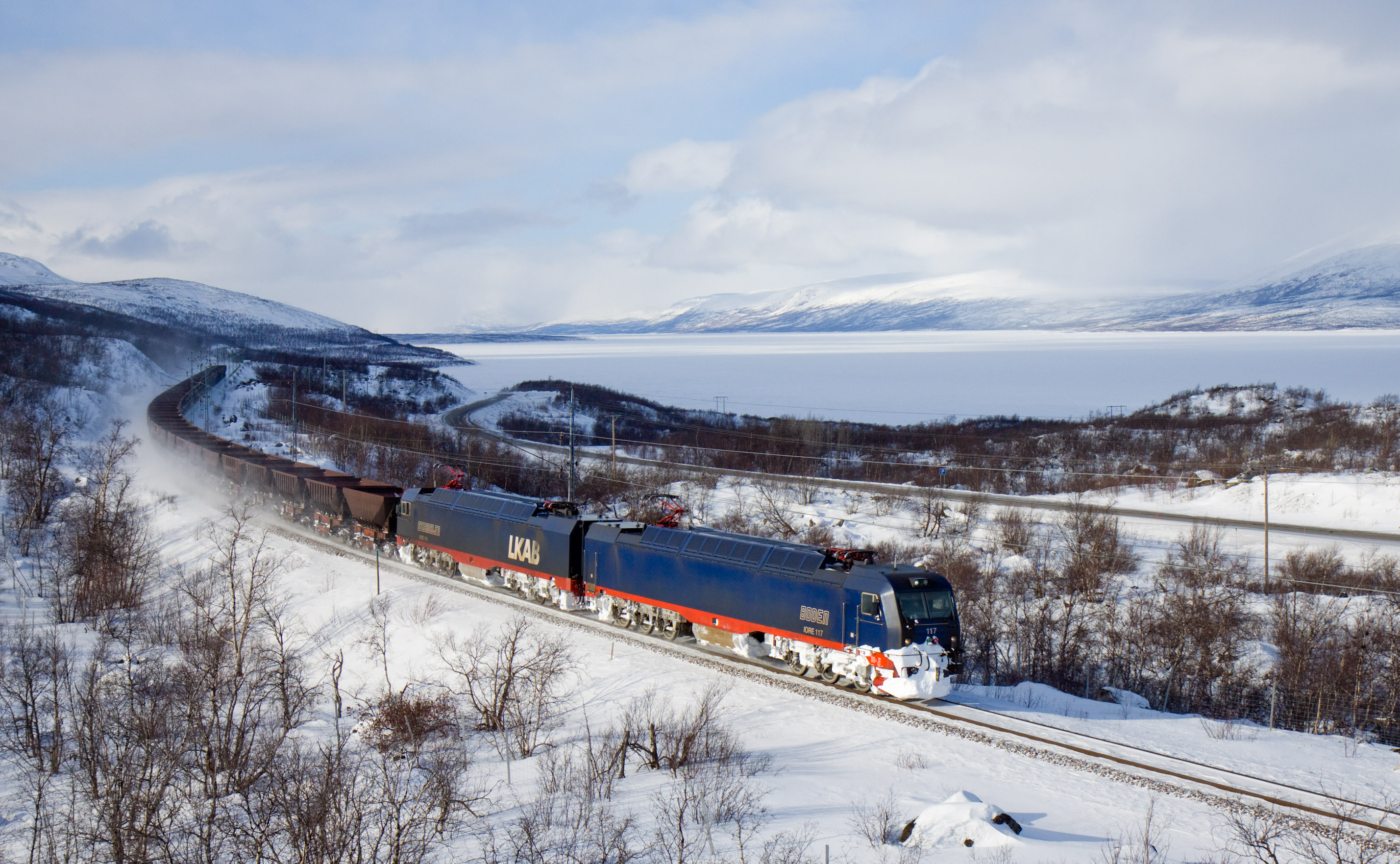
Die IORE-Doppellokomotiven sind mit 10,8 Megawatt die leistungsstärksten Lokomotiven der Welt

Triebfahrzeuge von Güterzügen benötigen eine hohe Anfahrzugkraft bei geringerer Höchstgeschwindigkeit. Dies wurde vor der Entwicklung leistungsfähiger Drehstrommotoren durch die Konstruktion spezieller Güterzuglokomotiven realisiert. Güterzugdampflokomotiven hatten entsprechend kleine Kuppelräder, Elektro- und Diesellokomotiven besaßen an die Einsatzcharakteristik angepasste Getriebeübersetzungen der Wechsel- oder Gleichstrommotoren und in der Regel mehr angetriebene Radsätze als Personenzuglokomotiven. Dies ist nötig, um die entsprechende Anfahrzugkraft auf die Schiene zu übertragen. Eine weitere Möglichkeit zur Erhöhung der Zugkraft ist eine höhere Achslast, wobei diese aber maßgeblich vom Oberbauzustand der Strecke abhängig ist. Durch den vermehrten Einsatz von Drehstromlokomotiven mit steuerbarer Motorcharakteristik werden zunehmend Universallokomotiven, gegebenenfalls in Doppeltraktion, eingesetzt. Eine weitere Herausforderung für Lokomotiven sind grenzüberschreitende Verkehre. Hierfür werden Mehrsystemlokomotiven benötigt, die unter verschiedenen Stromsystemen und verschiedenen Zugsicherungssystemen fahren können. Zweisystemfahrzeuge sind hierbei in größerer Stückzahl seit den 1960er Jahren verfügbar, seit der Jahrtausendwende werden auch immer mehr Mehrsystemfahrzeuge eingesetzt. Lediglich in Ausnahmefällen werden heutzutage noch besondere Güterzuglokomotiven gebaut. So etwa die MTAB Malmtrafik AB-IORE-Doppellokomotive, die für die Beförderung 8.600 t schwerer Erzzüge in Schweden eingesetzt wird.
Der Güterzugverkehr zeichnet sich im Gegensatz zum Personenverkehr durch eine sehr große Vielfalt der Wagentypen aus. Durch die verschiedenen Anforderungen der zu transportierenden Güter entwickelte sich eine große Palette an unterschiedlichen Güterwagen. Am meisten verbreitet ist der Typ Flachwagen, mit dem unter anderem Container transportiert werden. Dieser hat einen Anteil von ca. 40 % am Güterwagenbestand in Deutschland. Durch die vielen Varianten und durch die Produktionsprozesse, die längere Standzeiten beinhalten, wird eine hohe Anzahl an Güterzugwagen benötigt. Gab es in Deutschland 2003 lediglich 12.269 Personenwagen, lag die Zahl für Güterzugwagen bei 164.138.
Bei Güterzügen über 4.000 t Masse stößt die klassische Schraubenkupplung, wie sie in Mitteleuropa Standard ist, an ihre Grenzen. Im Rahmen des von der EU finanzierten Marathon Projektes führt die SNCF Versuche mit überlangen Zügen aus. In diesem Zusammenhang verkehrte in der Nacht vom 28. auf den 29. Oktober 2016 ein 5410 t schwerer Zug, der aus Fahrzeugen mit klassischer Schraubenkupplung gebildet war. Er bestand aus zwei hintereinander gekuppelten Zügen üblicher Länge – der vordere Zug bestand aus zwei Prima-Lokomotiven der Baureihe 27000 und 44 mit Stahlplatten beladenen Flachwagen, der hintere aus einer Lokomotive der Baureihe 27000 und 23 mit Kohle beladenen Trichterwagen. Der 947 m lange Zug verkehrte zwischen den Rangierbahnhöfen Somain und Woippy und erreichte auf der Fahrt eine Höchstgeschwindigkeit von 100 km/h.
Um hier größere Lasten zu transportieren, sind die stärkeren Mittelpufferkupplungen nötig. Diese sind in Nordamerika und in den GUS-Staaten Standard. In Westeuropa dagegen sind sie auf einige wenige schwere Güterzüge beschränkt. Hierbei kommt die in den 1960er Jahren entwickelte UIC-Mittelpufferkupplung zum Einsatz. Da diese zur Inkompatibilität der Fahrzeuge mit klassischen Wagenzügen führt, wurden nur wenige Lokomotiven in Deutschland damit ausgerüstet. Um diesen Mangel zu beheben, wurde die C-AKv-Kupplung entwickelt, die man sowohl mit Schraubenkupplungen, westeuropäischen Mittelpufferkupplungen als auch osteuropäische Mittelpufferkupplungen kuppeln kann.
Der schwerste in Deutschland verkehrende Güterzug wiegt rund 6.000 Tonnen. Er transportiert Eisenerz vom Hamburger Hafen zum Stahlwerk in Salzgitter. Diese Züge sind mit Mittelpufferkupplungen ausgerüstet.
Seit Mitte der 2010er Jahre ist die Cargo-Branche bestrebt, die nur manuell kuppelbaren Schraubenkupplungen durch die Digitale Automatische Kupplung (DAK) zu ersetzen. Mit der DAK sollen Güterwagen mitsamt den Strom-, Daten- und Druckluftleitungen automatisch kuppeln. Die DAK soll auf der Scharfenbergkupplung Typ 10 basieren und befindet sich mit Stand 2024 zurzeit in der Erprobungs- und Detaillierungsphase.

## Bedeutung
Der Eisenbahngüterverkehr hat in den letzten Jahrzehnten in einigen Bereichen stark an Bedeutung verloren (Güterstruktureffekt). Der Stückgut-, Expressgut- und Eilgut-Verkehr wurde z. B. in Deutschland, beginnend mit dem Ende der 1960er Jahre, sukzessive aufgegeben (zusammen mit der Beförderung von Reisegepäck). Andere Eisenbahngesellschaften wie z. B. die SNCB (Belgien) befördern auch heute noch Stückgut und/oder Gepäck und halten die Wiedereinführung der klassischen Expressgutbeförderung auf internationaler Ebene, insbesondere zwischen Flughäfen, für machbar und rentabel. Ein Grenzfall zwischen solchem Stückgut- und dem konventionellen Güterverkehr ist die Beförderung von Luftfrachtcontainern mit Schnellgüterzügen, wie sie ursprünglich für die Strecke zwischen dem DHL-Luftfrachtdrehkreuz am Flughafen Leipzig/Halle und Frankfurt am Main geplant war.
In anderen Bereichen, vor allem im intermodalen Verkehr sowie in der Beförderung von Massengütern, ist die Bedeutung des Schienengüterverkehrs ungebrochen und nimmt tendenziell weiter zu.
Untersuchungen um 1990, einen ICE-Güterverkehr als ICE-G, ähnlich dem TGV Postale, einzuführen, wurden nicht in die Praxis umgesetzt.
Zwischen 2002 und 2004 führte DB Cargo das groß angelegte Sanierungsprogramm „Marktorientiertes Angebot Cargo“ durch. Dies zeichnete sich durch eine starke Konzentration auf Ganzzugverkehr aus. Viele Gleisanschlüsse und Rangierbahnhöfe wurden in diesem Zusammenhang stillgelegt.
Seit 2003 nimmt der Schienengüterverkehr zu, auch der Anteil am gesamten Güterverkehr wächst. Dabei gerät das Schienennetz in Deutschland zunehmend an Kapazitätsgrenzen, wie der Wirtschaftsboom 2008 zeigte. Im Jahre 2010 lag der Anteil des Schienengüterverkehrs bei 17,2 % der Gesamttonnenkilometer in Deutschland. Damit lag er deutlich hinter dem Lkw mit 70,1 %. Der Anteil wuchs jedoch seit 2003 fast stetig von 15,7 % auf 17,2 % an. Lediglich im Jahr 2009 wurde diese Entwicklung durch die Wirtschaftskrise kurzzeitig unterbrochen.

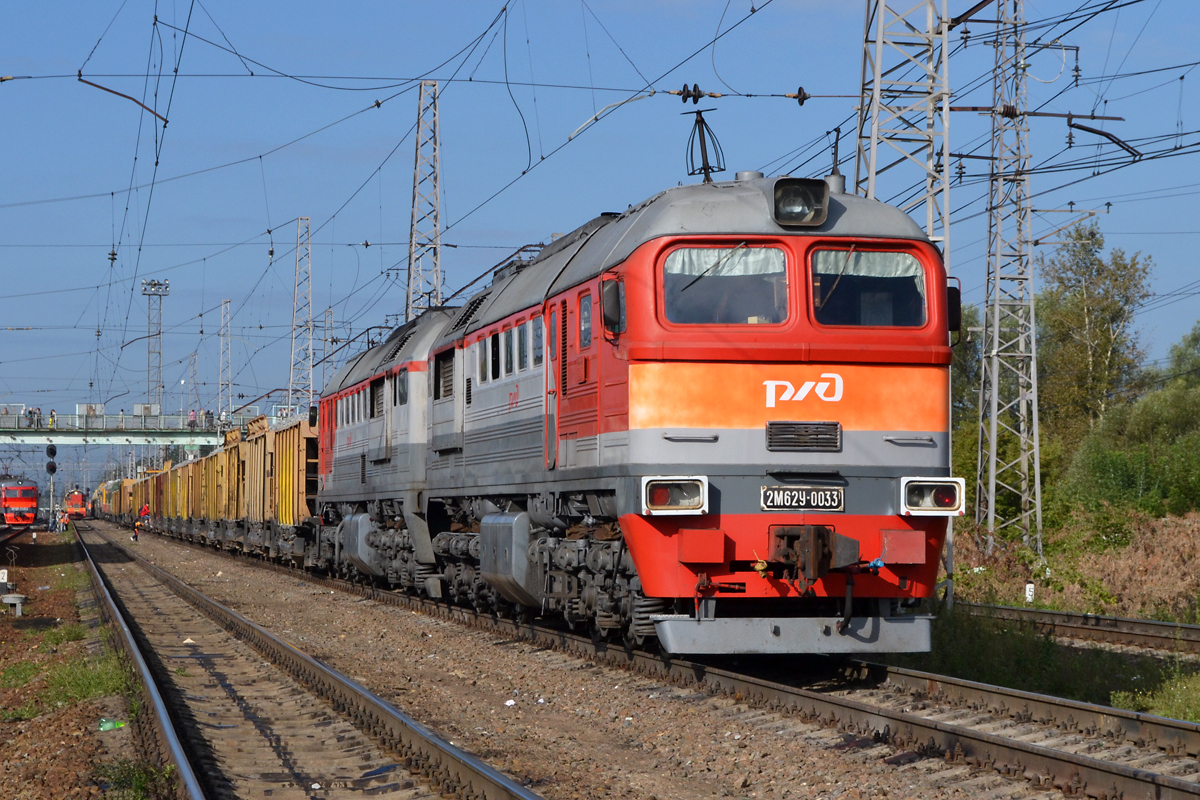
Güterzug in Russland

In den großen Flächenländern USA, Russland und Australien ist der Schienengüterverkehr der bedeutendste Verkehrsträger. Zwischen 1990 und 2006 vergrößerte sich der Marktanteil des Schienengüterverkehrs gemessen in Tonnenkilometer in den USA von 29,5 % auf 40 %. Damit liegt er deutlich vor dem Lkw mit 28 % und Pipelines mit 19,8 %. In Russland betrug der Marktanteil 2007 43,1 % und liegt damit knapp hinter Pipelines mit 50,9 %. Lkw haben nur einen untergeordneten Marktanteil von 4,3 %. In Australien überholte die Schiene zwischen 2000 und 2005 den Lkw und liegt nun mit 39,4 % vor dem Straßengüterverkehr mit 35,1 %. Ein wichtiger Faktor war hierbei die Eröffnung der Central Australian Railway im Jahr 2004. Diese verbindet Darwin mit der Transaustralischen Eisenbahn und damit mit den großen Städten im Süden des Kontinents.

### Wagenladungsverkehr

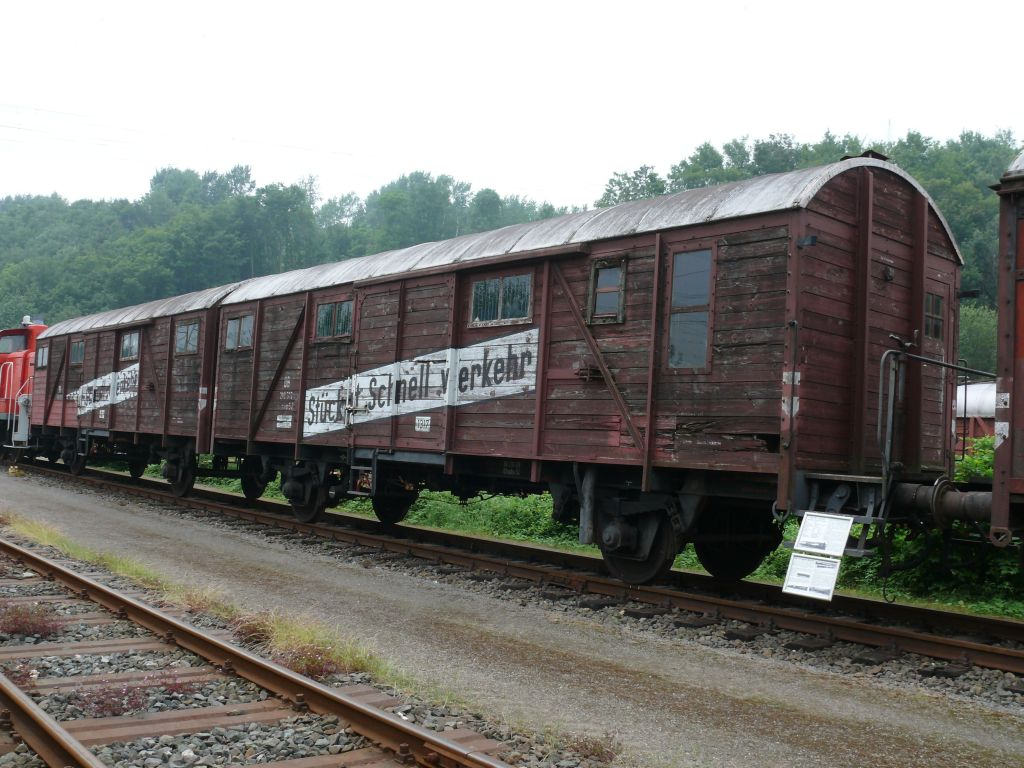
Historische Wagen für den Stückgutverkehr im Eisenbahnmuseum Bochum-Dahlhausen

Nicht erst mit der Privatisierung der deutschen Staatsbahnen, aber seitdem besonders, hat auch der Wagenladungsverkehr stark abgenommen, unter anderem wegen seiner Einschätzung als zu teuer und unflexibel im Vergleich zum Lastkraftwagen (Lkw). Ursache hierfür ist die massenhafte Einstellung von Gleisanschlüssen und der Abbau sonstiger Infrastruktur (MORA C). Bei der Übernahme von kleineren Verkehren von der DB (heute DB Cargo) haben nichtbundeseigene Eisenbahnen eine erstaunliche Dynamik gezeigt. Trotzdem zeichnet sich ab, dass die mittlerweile auch in Deutschland angestoßenen Staatsprogramme zur Förderung von Gleisanschlüssen mindestens genauso nötig sind wie solche zur Förderung von Straßenanschlüssen.
Positiv ist zu sehen, dass (ebenfalls mit erheblichen Staatsmitteln) in Deutschland derzeit die Kapazitäten und die Effizienz der verbliebenen großen Rangierbahnhöfe u. a. durch Ausstattung mit Elektronischen Stellwerken gesteigert werden, nachdem zuvor eine größere Zahl von Rangierbahnhöfen stillgelegt wurde. Im Gegensatz zu einigen anderen Ländern (zum Beispiel Großbritannien, Dänemark, Norwegen und Japan) konnte eine verschiedentlich bereits erwogene vollständige Aufgabe des Wagenladungsverkehrs in Deutschland verhindert werden. Die Deutsche Bahn setzt seit den hauptsächlich damit erwirtschafteten Gewinnen des Jahres 2005/2006 wieder stark auf Einzelwagenverkehr, wohl auch, da im Ganzzugverkehr die Konkurrenz erheblich zugenommen hat. Der Rangierbahnhof Maschen soll auf Grund der zunehmenden Verkehre sogar um einige Gleise erweitert werden.
Zurzeit sind verschiedene technische Innovationen in Entwicklung, die den klassischen Einzelwagenverkehr attraktiver und effektiver machen sollen: Mechatronische Drehgestelle sollen z. B. billiger in der Wartung sein und durch automatisierte Bremsproben die Laufzeiten verkürzen und Personal sparen. Die GPS-Ortung der Wagen hilft, die Disposition zu verbessern. Mittlerweile besteht auch die technische Möglichkeit, den europäischen Bahnverkehr sukzessive statt schlagartig auf automatische Kupplungen umzustellen, da neue Kupplungsbauarten unterhalb der herkömmlichen Zug- und Stoßeinrichtung montiert werden können. Eine solche Umstellung würde einen großen Effizienzsprung im Wagenladungsverkehr bedeuten, wird aber zurzeit von keiner europäischen Bahn beabsichtigt.

### Konkurrenz mit dem Straßenverkehr
Die verstärkten Verkehre auf kurzen Relationen verschärfen die Situation auf den Autobahnen, da sich das Verkehrsaufkommen und somit auch die Staugefahr sowie die Umweltbelastung erhöht haben. Dem soll seit dem 1. Januar 2005 auch in Deutschland durch die Lkw-Maut gegengesteuert werden. In anderen Bereichen, wie dem mehrheitlich mit Ganzzügen gefahrenen Schüttgüterverkehr, Container- und Großfrachten, hat gerade auf weiten Strecken die Bedeutung des Schienenverkehrs zugenommen, da für diese Verkehre der Lkw nicht mehr und das Binnenschiff nur beschränkt wettbewerbsfähig ist.
So ist die Frage, inwieweit Straße und Schiene im Güterverkehr reell konkurrieren: Nahezu die Hälfte des deutschen Schienengüterverkehrs (2004: 47,7 %) entfallen auf Montanverkehre (feste Brennstoffe und Metalle) sowie Mineralölverkehr; diese Leistungen lassen sich auf der Straße nicht sinnvoll über vergleichbare Distanzen transportieren. Auf der Straße hingegen werden meist „Just-In-Time“-Lieferungen transportiert, da die Eisenbahn, wenngleich der Transport hier nur ein Bruchteil des Straßentransportes kostet, diese Terminlieferung nur mit hohem Aufwand leisten kann. Ebenfalls praktischer sind Lastwagen bei der Belieferung des Einzelhandels direkt ab Werk, da das Umladen für die Feinverteilung entfällt.

### Langstreckenverkehr

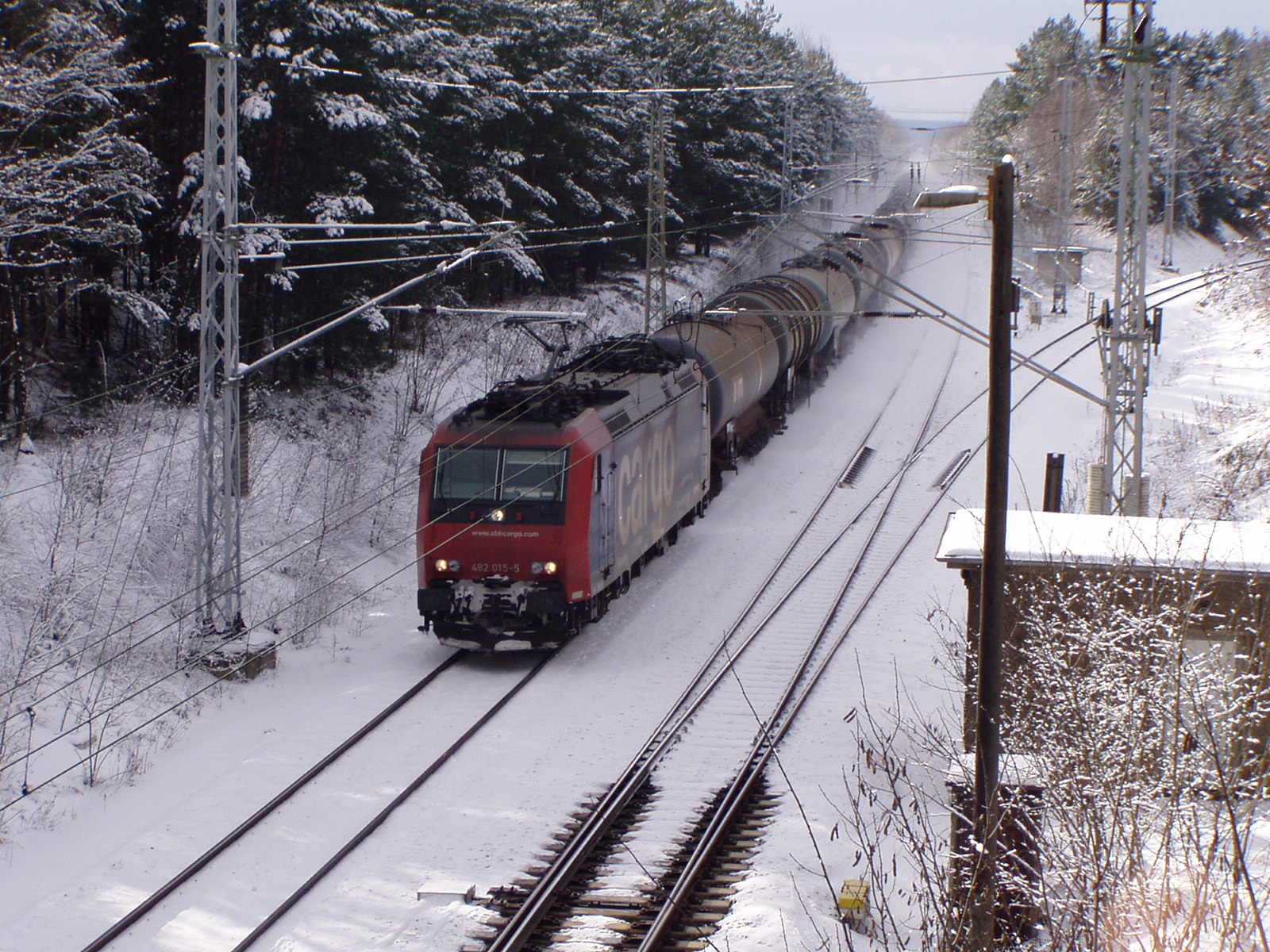
Eine Bombardier TRAXX der SBB mit Kesselwagenzug auf der Strecke Halle (Saale) – Cottbus nahe Doberlug-Kirchhain

Seinen Systemvorteil, nämlich energieeffizient große Einheiten (deutlich über 1000 Tonnen) zu transportieren, spielt der Schienengüterverkehr vor allem auf langen Strecken aus. Innerdeutsch ist hier vor allem der Punkt-zu-Punkt-Containerverkehr zwischen den Umschlagbahnhöfen von Bedeutung, wo ein nachhaltiges Wachstum und die starke staatliche Förderung dazu führen, dass diese Containerterminals laufend ausgebaut werden (zuletzt in Frankfurt am Main, neuerdings in Ludwigshafen am Rhein und Rostock). Wachsend ist die Bedeutung des Güterzugs auch im Hinterlandverkehr der großen Seehäfen.
(siehe auch Intermodaler Verkehr = die Abwicklung eines Transportvorgangs mithilfe mindestens zweier unterschiedlicher Verkehrsträger).
Das hauptsächliche Wachstum, zumindest des deutschen Schienengüterverkehrs, ergibt sich jedoch aus grenzüberschreitenden Leistungen und aus Transitverkehren. Aus dem bis heute stark verwurzelten Protektionismus der meisten europäischen (Ex-)Staatsbahnen entstanden jedoch Hindernisse für die Interoperabilität im Schienenverkehr; durch die Technische Spezifikationen für die Interoperabilität versucht die EU diese Hürden abzubauen. Technische Probleme wie unterschiedliche Stromsysteme (Folge: Systemtrennstellen), Spurweiten sowie Zugsicherungssysteme sind durch modulare Mehrsystemlokomotiven und Spurwechseldrehgestelle mittlerweile technisch handhabbar. Allerdings ist dies mit höheren Kosten und stark erhöhtem Verwaltungsaufwand verbunden. Lokomotiven benötigen von allen durchfahrenen Ländern eine Zulassung. Dies führt zu langen und aufwändigen Verfahren. Auch hier versucht die EU Hürden abzubauen, so dass etwa einzelne Nachweise nur einmal erbracht werden müssen und gegenseitig anerkannt werden. Interessierte Wirtschaftsunternehmen haben sich beispielsweise hierfür in FERRMED zusammengeschlossen und versuchen den Schienengüterverkehr zwischen Skandinavien und den westlichen Mittelmeerländern zu fördern.

### Umweltbelastung und öffentliche Akzeptanz
Auch beim Schienengüterverkehr gibt es Umwelt- und Akzeptanzprobleme. Zu den Ursachen zählen der Schienenverkehrslärm durch Lauf- und Bremsgeräusche der schweren und oft langen Züge. Sie bestehen trotz seiner im Vergleich zum Straßenverkehr positiven Bilanz in Bezug auf Sicherheit, geringeren Ressourcenverbrauch und weniger Verkehrsstaus. Der Hauptteil des Güterverkehrs rollt nachts, wenn der Lärm besonders stört.
Neue Bremssohlen aus Kompositmaterialien (Flüsterbremse), streckenseitige Lärmschutzmaßnahmen wie Schallschutzwände, organisatorische Maßnahmen wie das besonders überwachte Gleis, neue Drehgestellbauarten und weitere Maßnahmen sollen zur Verminderung der negativen Effekte beitragen.
Trotz der grundsätzlichen politischen Forderung, mehr Güter auf der Schiene zu transportieren, werden konkrete Baumaßnahmen, um die Kapazität im Güterverkehrsnetz zu vergrößern besonders aufgrund des vergrößerten Schienenverkehrslärm vielfach kritisiert. So gibt es Bürgerinitiativen gegen den Wiederaufbau des Eisernen Rheins, den innerstädtischen Ausbau der Güterumgehungsbahn in Hamburg-Nord und den Hochrhein-Güterbypass bei Grenzach-Wyhlen.

### Besonderheiten

#### Einsatz im Krieg

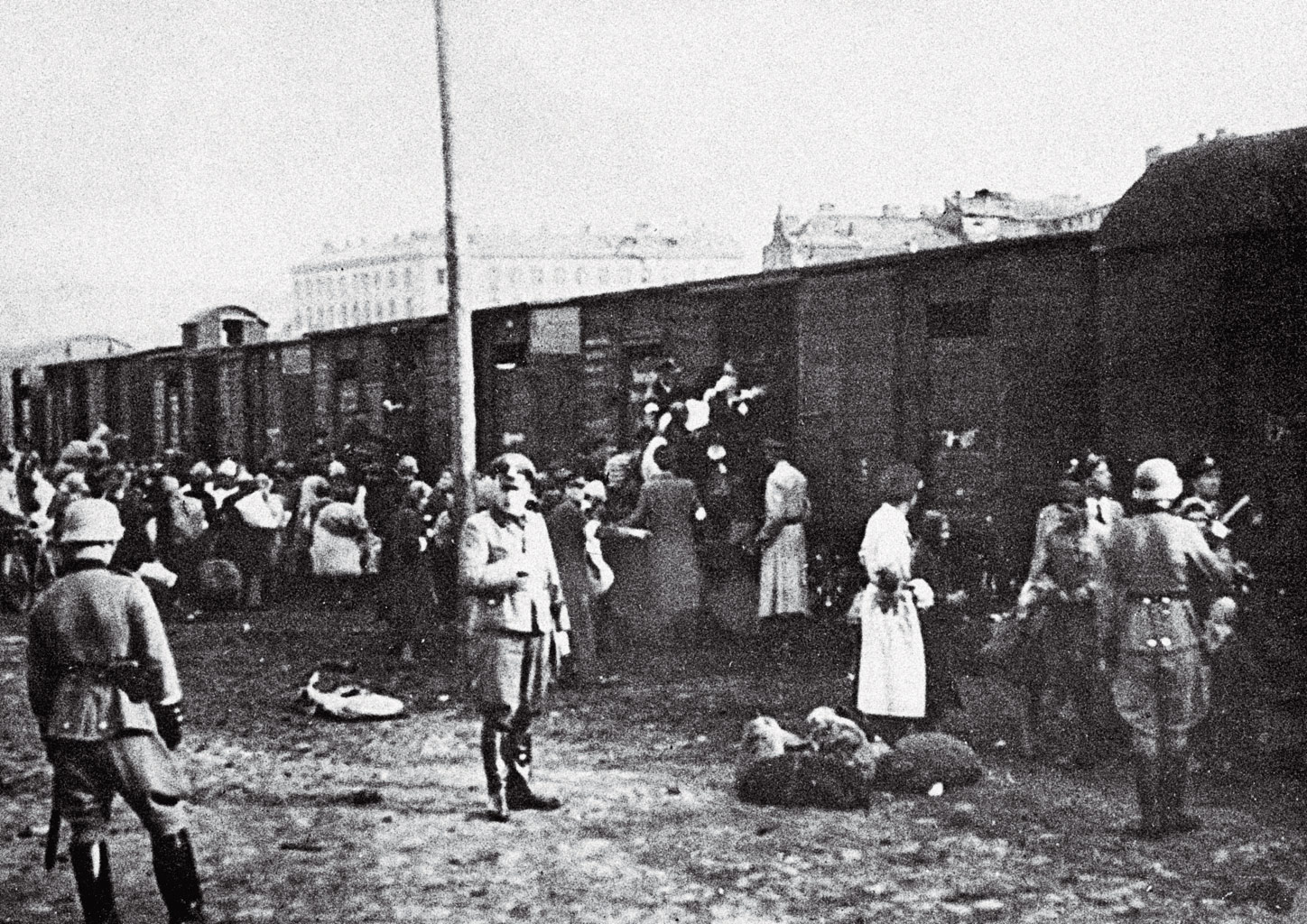
Juden bei der Zwangsverladung am Umschlagplatz Warschau

Im Ersten und Zweiten Weltkrieg wurden häufig Güterzüge umfunktioniert, um Soldaten an die Front zu bringen. Während der Zeit des Nationalsozialismus und des Zweiten Weltkriegs wurden mit Güterzügen Juden, Kriegsgefangene und Zwangsarbeiter in die Konzentrations- und Vernichtungslager deportiert (siehe auch unter: Holocaust). Auch in der Sowjetunion kamen in dieser Zeit Güterzüge massenhaft zum Einsatz, als deutsche Kriegsgefangene und Angehörige sowjetischer Völker unter Stalin in die Straflager deportiert wurden (siehe auch unter: Der Archipel Gulag). Eine besondere Form der Güterzüge waren in der ersten Hälfte des 20. Jahrhunderts die als Waffe eingesetzten Panzerzüge.

#### Doppelstock-Containerwagen

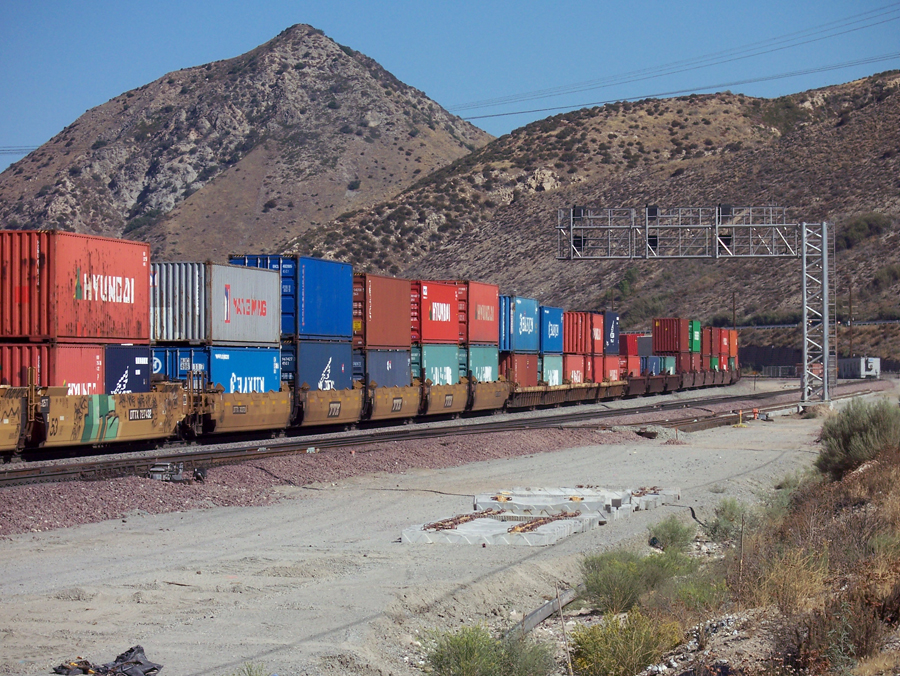
Doppelstock-Containerwagen in Kalifornien

Im Juli 1985 verkehrten in den USA erstmals Güterzüge, die 200 40-Fuß-Container beförderten. Bei den zunächst zwischen Chicago und Long Beach verkehrenden Doppelstock-Containerzügen wurden je zwei Container auf einem Wagen übereinander gestapelt. Diese Züge haben eine größere Höhe; das frei zu haltende Lichtraumprofil muss deshalb entsprechend höher sein. Aus diesem Grund fahren diese Züge zumeist auf nicht elektrifizierten Strecken. Lediglich in China und Indien werden Fahrten unter Oberleitungen auf Strecken mit einer Fahrdrahthöhe von 7,5 m durchgeführt. Aufgrund fehlender Anschlussverbindungen fahren auf der entsprechend vorbereiteten Betuweroute in den Niederlanden bisher keine Doppelstock-Containerzüge.

#### Hebammen (historisch)
In der Nachkriegszeit, als Privatautos wenig verbreitet waren und Güterzüge langsamer rollten, konnte von Graz aus eine Hebamme insbesondere nachts, wenn kein Personenzug fuhr, auch die dringende Mitfahrt in einem Güterzug hinaus aufs Land telefonisch vereinbaren.